# Na drahách (Kozlovský hřbet)
Na drahách (649 m n. m.) je vrch v okrese Svitavy v Pardubickém kraji. Leží asi 0,5 km východně od obce Rohozná na jejím katastrálním území.

## Geomorfologické zařazení
Geomorfologicky vrch náleží do celku Svitavská pahorkatina, podcelku Českotřebovská vrchovina, okrsku Kozlovský hřbet a podokrsku Stašovský hřbet.